# Доломановский переулок
Доломановский переулок — улица в Ростове-на-Дону, находящаяся в Ленинском районе города.

## История
Название переулка связано с историческим наименованием местности, по которой он проходит. В 1749 году здесь была создана Темерницкая таможня, а 12 лет спустя начато строительство крепости Св. Дмитрия Ростовского. Только в 1763 году был составлен первый план крепости и окрестностей, на котором были обозначены Солдатский и Доломановский форштадты (на запад от крепости). Само слово «доломан», согласно словарю В. И. Даля, венгерского происхождения, но известное и у турок. Предположительно от турок оно попало к казакам, которые имели с турками как мирные дела, так и военные отношения. Таким образом это слово появилось на Дону.
Переулок не менял своего первоначального наименования. До Октябрьской революции это была окраинная улица города, где селилась, в основном, беднота. В 1914 году в переулке находились три образовательных учреждения: школа имени доктора медицины Г. И. Ткачёва, 4-е мужское училище имени Ломоносова и 5-е женское Кирилло-Мефодиевское училище.

## География
Протяжённость переулка — 2720 метров. Он начинается от площади 5-го Донского корпуса, пересекает улицы: Темерницкую, Серафимовича, Социалистическую, Большую Садовую, Согласия, Пушкинскую, Максима Горького, Красноармейскую, Малюгиной, Варфоломеева, Катаева, Черепахина, Народного Ополчения, Текучёва, Нефёдова, Козлова и оканчивается на пересечении с улицей Мечникова. Далее продолжением Доломановского переулка является улица Подтёлкова.

### Объекты
- Особняк З. В. Блюм — Доломановский, 29.
- Доходный дом П. И. Степаненко — Доломановский, 31.
- Ростовский финансово-экономический колледж — Доломановский, 53.
- Бизнес-центр «Гвардейский» — Доломановский, 70Д.
- Пожарная часть № 5 — Доломановский, 132.
- Донской музей МЧС — Доломановский, 132Б.
- Памятник первой учительнице — на пересечении с Красноармейской улицей.
- Жилой дом С. И. Исаева — на пересечении с Большой Садовой улицей.

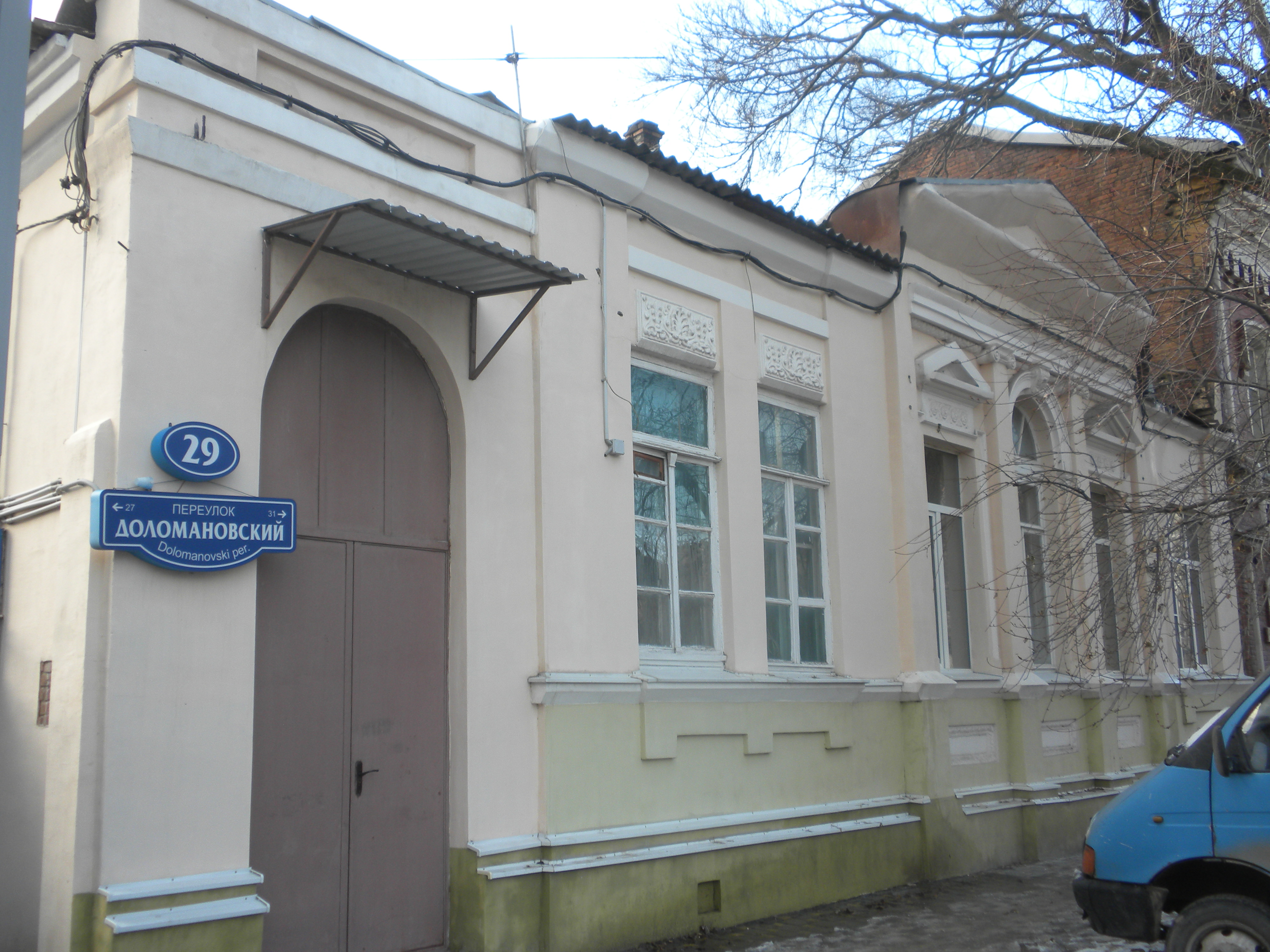
Особняк З. В. Блюм
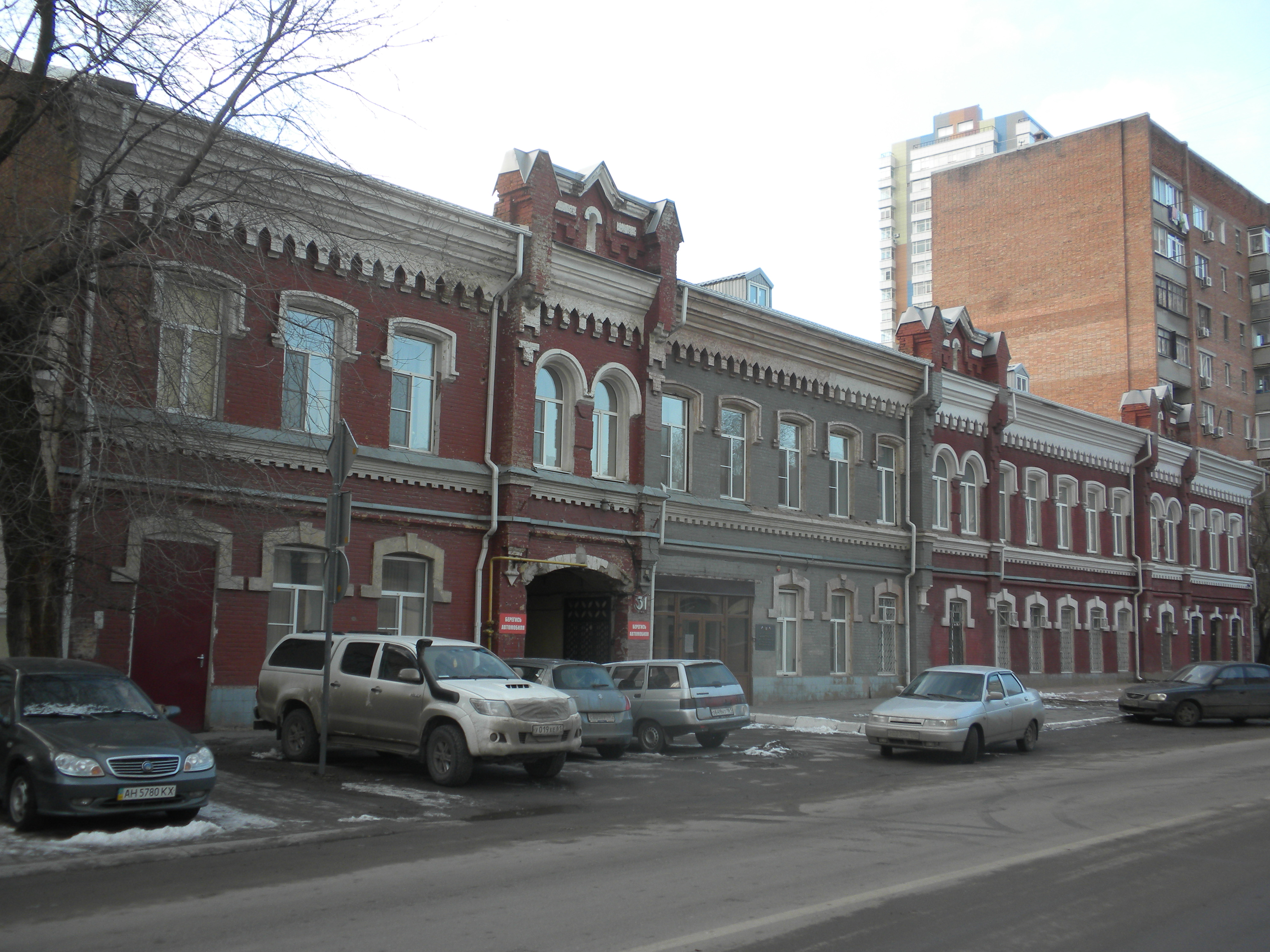
Доходный дом П. И. Степаненко
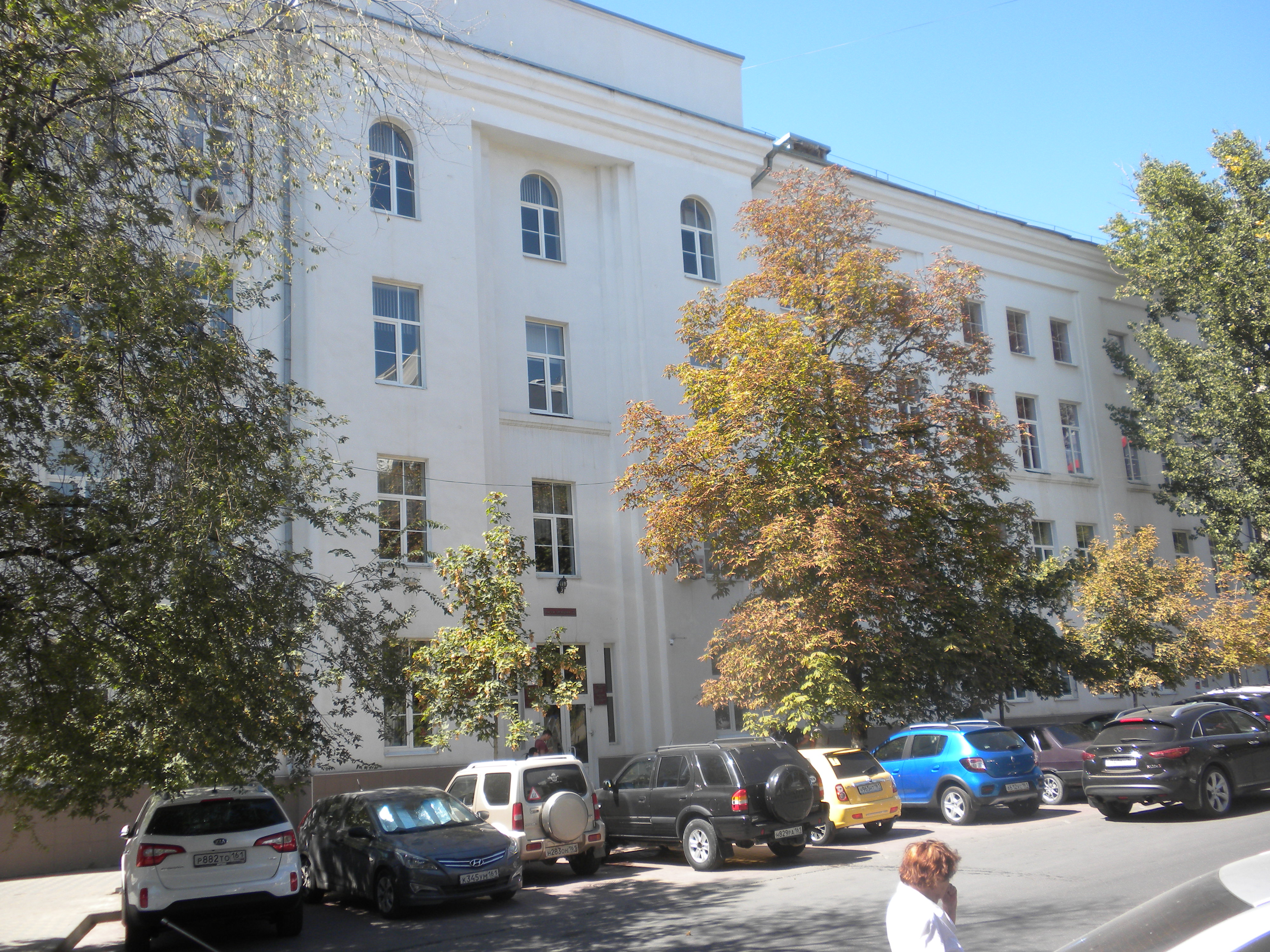
Ростовский финансово-экономический колледж
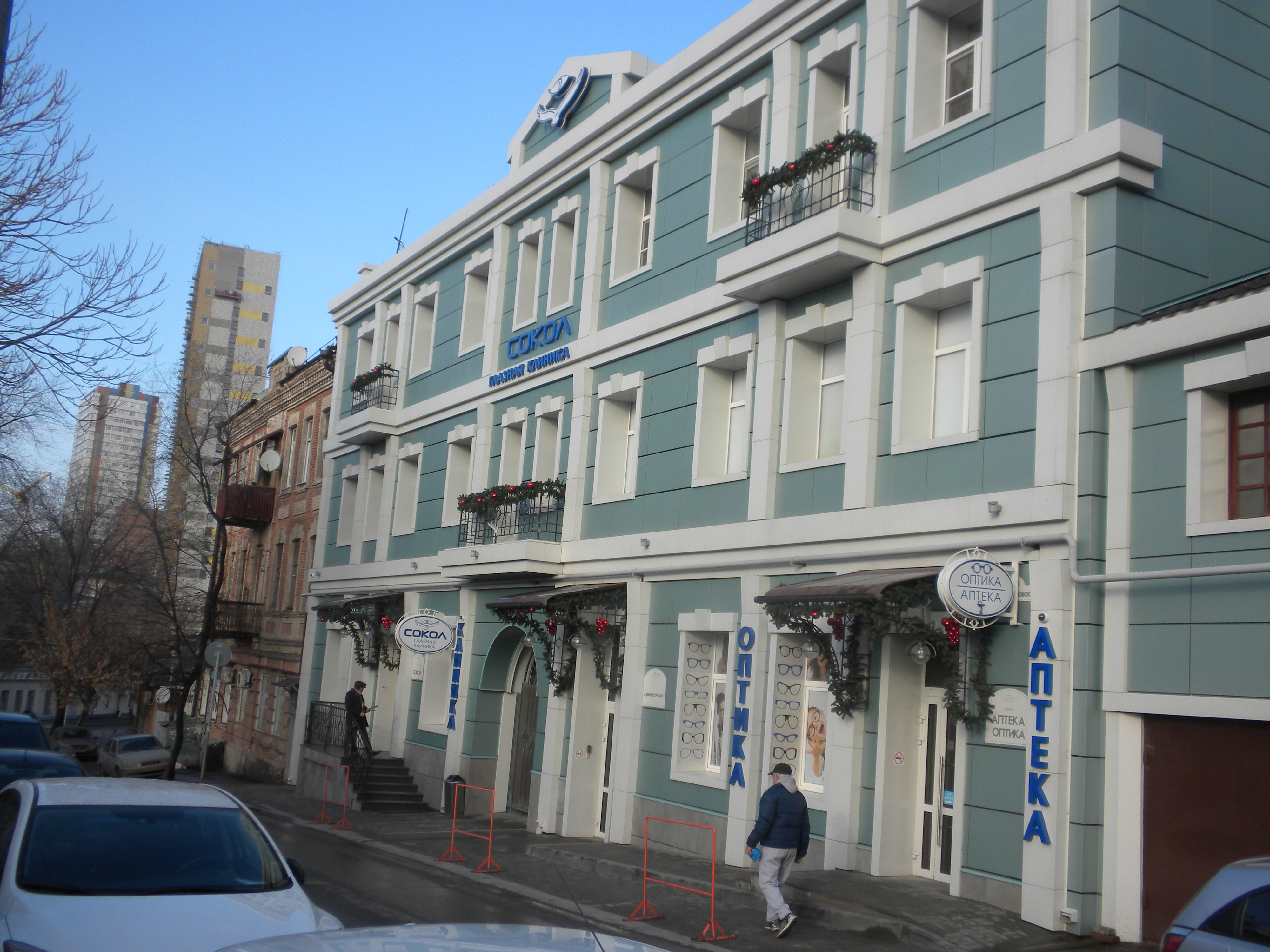
Глазная клиника «Сокол»